# Helianthus pauciflorus
Espèce
Synonymes
- Helianthus rigidus (Cass.) Desf.[2]

Statut de conservation UICN

 LC  : Préoccupation mineure
L'Hélianthe raide, Helianthus pauciflorus, est une espèce de plantes à fleurs de la famille des astéracées qui appartient au même genre que le Tournesol (Helianthus). C'est une plante vivace originaire d'Amérique du Nord. Elle est cultivée pour ses fleurs jaunes décoratives.

## Liste des sous-espèces et variétés
Selon Tropicos (19 mars 2022) (Attention liste brute contenant possiblement des synonymes) :
- Helianthus pauciflorus subsp. pauciflorus
- Helianthus pauciflorus subsp. subrhomboideus (Rydb.) O. Spring & E.E. Schill.
- Helianthus pauciflorus var. pauciflorus
- Helianthus pauciflorus var. subrhomboideus (Rydb.) Cronquist